# Владимир Нестерович
Владѝмир Степа̀нович Нестеро̀вич (на руски: Владимир Степанович Нестерович) е съветски офицер и разузнавач.
Роден е през 1895 година. Първоначално работи в железниците в Гомел, а след началото на Първата световна война е мобилизиран, завършва военно училище и получава офицерско звание. През 1917 година се присъединява към болшевиките и по време на Гражданската война служи в Червената армия, достигайки до командир на дивизия. През август 1924 година е прехвърлен във военното разузнаване и е изпратен под името Мечислав Ярославски във Виена, откъдето координира и работата на Военната организация на Българската комунистическа партия. Шокиран от Атентата в църквата „Света Неделя“ през април 1925 година, той дезертира и заминава за Германия.
Владимир Нестерович е отровен от агенти на съветското разузнаване през август 1925 година в Майнц.